# Nagylók
Nagylók é um município da Hungria, situado no condado de Fejér. Tem 32,44 km² de área e sua população em 2015 foi estimada em 1.040 habitantes.